# Sílvia Soler Espinosa
Silvia Soler Espinosa (født 19. november 1987) er en professionel tennisspiller fra Spanien.